# Папуга-горобець темнодзьобий
Папуга-горобець темнодзьобий (Forpus modestus) — вид дрібних папуг, що мешкає у тропічних лісах басейну Амазонки у Південній Америці.